# João Batista Portocarrero Costa
João Batista Portocarrero Costa (* 7. Juni 1904 in Vitória de Santo Antão, Pernambuco, Brasilien; † 6. Januar 1959) war ein brasilianischer römisch-katholischer Geistlicher und Koadjutorerzbischof von Olinda e Recif.

## Leben
João Batista Portocarrero Costa empfing am 30. Oktober 1927 das Sakrament der Priesterweihe.
Papst Pius XII. ernannte ihn am 31. Juli 1943 zum Bischof von Mossoró. Der Erzbischof von Olinda e Recife, Miguel de Lima Valverde, spendete ihm am 7. November desselben Jahres die Bischofsweihe; Mitkonsekratoren waren Adalberto Accioli Sobral, Bischof von Pesqueira, und Mário de Miranda Vilas-Boas, Bischof von Garanhuns. 
Am 3. Juli 1953 ernannte ihn der Papst zum Koadjutorerzbischof von Olinda e Recife sowie zum Titularerzbischof von Selge.